# Франчайзинг
Франчайзинг (фр. franchise — пільга, привілей) — це форма співпраці між юридично та фінансово незалежними сторонами (компаніями та/або фізичними особами), в рамках якої одна сторона (франчайзер), що володіє успішним бізнесом, відомою торговою маркою, ноу-хау, комерційними таємницями, репутацією та іншими нематеріальними активами, дозволяє іншій стороні (франчайзі) користуватися цією системою на певних умовах.

## Основні принципи та поняття
Основні принципи співпраці за франчайзингом:
1. Франчайзер є власником торговельної марки, ноу-хау, комерційного досвіду та ділової репутації, а також інших нематеріальних активів.
2. Франчайзер має перевірену та успішну бізнес-ідею.
3. Франчайзі керує справою під вивіскою франчайзера як незалежний підприємець, франчайзі може бути як юридичною особою, так і фізичною особою-підприємцем, його заробітком є прибуток від діяльності.
4. Франчайзі є власником майна, що знаходиться в точці.
5. Франчайзі сплачує вартість франшизи (одноразово), а також періодичні відрахування за користування франшизою (безпосередньо у формі платежів або побічно в націнках на товар, що купуються у франчайзера).
6. Франчайзі часто не має можливості самостійно визначати ціни товарів або послуг у своїй точці.
7. Зазвичай франчайзі має можливість самостійно формувати асортимент, у рамках, визначених франчайзером.
8. Принципи співпраці франчайзера і франчайзі регулює франчайзинговий договір, а інструкції, як власне вести діяльність, зібрані в операційному підручнику.
9. Франчайзер передає франчайзі знання того, як власне необхідно вести діяльність (ноу-хау).

Купуючи франшизу, підприємець наважується вести підприємницьку діяльність на власний ризик, але під вивіскою франчайзера. Відома марка гарантує більше число клієнтів і дійсно зменшує ризик банкрутства. Ухваливши рішення про співпрацю на принципах франчайзингу, обидві сторони підписують договір про співпрацю.
Основним обов'язком франчайзера є надання дозволу на торговельну марку і передача знань та досвіду ведення цього бізнесу та підтримка партнера протягом усього періоду тривання дії Договору. Основним обов'язком франчайзі є дотримання спільних для всієї мережі стандартів діяльності підприємства та відрахування франчайзингових платежів. Часто франчайзери призначають також рекламні відрахування. Ці гроші використовуються на користь всієї мережі: на маркетингові дослідження, розробку нових продуктів і рекламні кампанії.
Франчайзинг полягає не лише в продажі права на вживання логотипу мережі або товарного знаку — він являє собою цілу систему ведення бізнесу. Слово «система» є ключем до розуміння принципів франчайзингу. Франчайзі може розраховувати з боку власника ліцензії на системну і постійну підтримку: підготовку і навчання персоналу, дотримання, що допомагають у веденні бізнесу, ноу-хау.
Усі відносини в рамках франчайзингу регулюються отриманням контракту від однієї особи (франчайзера) другою (франчайзі), що дає право франчайзі здійснювати торгівлю під торговою маркою/торговим ім'ям франчайзера і робити можливим використання цілого комплексу, включаючи всі необхідні елементи для передачі прав, які вказані в так званому «франчайзинговому пакеті». Британська асоціація франчайзингу визначає, що "франшиза — контрольна ліцензія, видана однією особою (франчайзером) іншій (франчайзі), яка:
- Дозволяє або зобов'язує франчайзі здійснювати бізнес протягом терміну контракту про пільгове підприємництво (франчайзингового договору) під ім'ям, що належить франчайзеру або асоціюється з ним;
- Зобов'язує франчайзера здійснювати постійний контроль протягом усього періоду договору за тим, як франчайзі здійснює бізнес, що є предметом франчайзингового договору;
- Зобов'язує франчайзера надавати франчайзі допомогу у веденні бізнесу, що є предметом договору (у сфері організації пільгового підприємництва, навчання персоналу, збуту, управління і т. д.);
- Вимагає від франчайзі регулярно протягом дії франчайзингового контракту платити франчайзеру всі зазначені в контракті платежі, а саме: одноразову франчайзингову плату (паушальний платіж) за право бути присутніми на ринку під його ім'ям, фіксовані поточні платежі (роялті) і відрахування;
- Визначає, що цей контракт не є угодою між холдинговою компанією та її філіями або між філіями однієї і тієї ж холдингової компанії або між фізичною особою і контрольованою нею компанією[2].

## Франчайзинг в українському законодавстві: договір комерційної концесії
Українському законодавству невідомий термін «франчайзинг», натомість у законодавстві України договір франчайзингу називається договором комерційної концесії. Основним нормативно-правовим актом є Цивільний кодекс України, а саме Глава 76 «Комерційна концесія», Глава 75 «Розпорядження правами інтелектуальної власності», Книга четверта «Право інтелектуальної власності», а також положення Господарського Кодексу України, а саме глава 36 «Використання у підприємницькій діяльності прав інших суб'єктів управління (комерційна концесія)», Глава 16 «Використання в господарській діяльності прав інтелектуальної власності». Додатково регуляторну функцію виконує спеціальне законодавство у сфері захисту прав інтелектуальної власності, захисту конкуренції, відповідальності за якість товару та захисту прав споживачів. Проте Українське законодавство стосовно комерційної концесії є недосконалим та має багато недоопрацювань, тому франчайзери в основному підписують з підприємцями договір співпраці, формулюючи його зміст довільно, що не перечить законодавству України.
12 лютого 2015 року Верховною Радою України було прийнято Закон України «Про внесення змін до деяких законодавчих актів України щодо спрощення умов ведення бізнесу (дерегуляція)», в якому було підтримано зміни до статті 367 Господарського кодексу України, що стосується скасування обов'язкової реєстрації договорів комерційної концесії.
Сьогодні компанії України, які співпрацюють з міжнародними брендами, використовують декілька юридичних моделей співпраці:
- За прямим договором купівлі-продажу між продавцем товару та покупцем в Україні;
- За договором купівлі-продажу та договором франчайзингу з афільованою юридичною особою покупця в зоні найвищого податкового та юридичного режиму.
- За прямим договором франчайзингу та договором купівлі-продажу з афільованою юридичною особою покупця в зоні найвищого податкового режиму;
- За ліцензійним договором;
- За договором розвитку території;
- За договором комерційної концесії, що значно ускладнює подальші стосунки.
- З одночасним використанням декількох договорів, включаючи договорів про передачу ноу хау, тощо[5].

## Кодекс етики франчайзингу
Кодекс етики франчайзингу України  розроблений як практичний збірник найважливіших принципів взаємодії Франчайзера і Франчайзі в Україні, при цьому він не заперечує відповідних національних законів. Він відповідає положенням Європейського кодексу етики франчайзингу, прийнятого Європейською Федерацією Франчайзингу (далі — ЕФФ), та розроблений учасниками ринку франчайзнгу на його основі.

## Франчайзинг в Україні
Станом на жовтень 2007 року в Україні нараховувалось 190 франчайзингових компаній, що співпрацювали з більш ніж 2 тис. франчайзі; з них: 25 % франчайзингових підприємств — це підприємства громадського харчування (фаст-фуди, ресторани); 20 % — підприємства роздрібної торгівлі як продовольчими, так і непродовольчими товарами; 12 % — підприємства сфери послуг (мобільний зв'язок, перукарні, хімчистки, спортклуби, турагенства); 8 % — АЗС; 35 % — підприємства інших сфер.
Період стресів від кризи 2008 року перетворився на період активного пошуку тих видів діяльності, які допомогли підприємцям у стабільному існуванні та поступовому розвитку. За такої складної економічної ситуації компанії-франчайзери змінили ринкові стратегії як щодо споживачів, так і щодо бізнес-партнерів.
Станом на 2009 р. активних франчайзерів, які мали партнерів-франчайзі, і упродовж року відкрили одну чи більше франчайзингових точок, налічувалось трохи більше 200.
2009 року також з'явилося багато нових франчайзерів, переважно з концепціями, що не потребують великих інвестицій; про початок розвитку по франчайзингу оголосили деякі знані великі компанії. Дуже активно цього року розвивається галузь стріт-фуду. Франчайзингові мережі компаній цієї сфери налічують сотні торгових точок.
Для сфери торгівлі, де франчайзі часто представляють потужні іноземні бренди, 2009 рік виявився важким: кількість відкритих магазинів і кількість закритих рівні, масове закриття нерентабельних магазинів, виражена тенденція зміни локації торгових площ, а також деякі франчайзери розширяли мережу лише за рахунок відкриття власних магазинів. Загалом компанії шукали можливості певних поступок для залучення франчайзі, розробляти антикризові формати.
У галузі послуг населенню ситуація неоднозначна. Як і всюди, найбільшу підтримку отримали концепції з невеликою кількістю інвестицій. Наприклад, дуже активно розвивається туристична галузь, в той час як розширення мереж салонів краси та фітнес-клубів було мінімальним. Не втратили активності у 2009 році компанії, що надають освітні послуги для дітей та батьків: незважаючи на велику кількість інвестиції, відкривалися як власні школи, так і на франчайзингових умовах. Галузь ресторанного харчування 2009 року переживає період стагнації. Загальною тенденцією цієї сфери є зменшення кількості відвідувачів. Нових партнерів у франчайзерів галузі ресторанного господарства цього року з'явилося дуже мало.
2009 рік виявився важким для розвитку, але при цьому став своєрідною перевіркою концепцій на витривалість та рентабельність.
Стан ринку франчайзингу як України так і СНД в цілому у 2011—2012 р.р. був достатньо динамічним з точки зору зацікавленності зарубіжних компаній у виході на український ринок та розвитку з українськими партнерами.
Загалом, кількість бізнесів в Україні, які розвиваються по типу «франчайзинг», за період 2008—2011 років скоротилася на 40-50 %, але це скорочення якісно вплинуло на сам ринок: в основному скоротились ті франшизи, які не відповідали нормам цього виду відносин. Станом на 2011 рік в Україні за системою франчайзингу працюють близько 200 торговельних марок не лише зарубіжних, але й українських. Причому традиційно підвищену увагу франчайзі привертали пропозиції з коротким строком окупності інвестицій, тому провідні інтернет-портали впровадили онлайн калькулятори окупності франшизи.
Найбільш прибутковими та активними у 2011-12 р.р.були компанії, що розвивають іноземні франшизи.
Найдинамічнішим з точки зору інвестицій був ринок готельного бізнесу, чому сприяло проведення Євро 2012 в Україні та можливість входження до всесвітньо відомих мереж готелів.
Ринок ресторанного бізнесу займає найбільшу частку — близько 55 % від усіх брендів які розвивають франчайзингу в Україні. Деякі українські оператори ресторанного бізнесу активно розглядають можливості покупки іноземних франшиз для посилення власного портфелю бізнесу та збільшення капіталізації. Ринок роздрібної торгівлі становить близько 35 %, а 10 % займають всі інші види діяльності.
Торгові марки, мережі яких в Україні розвиваються по франчайзингу, це: Піца Челентано, мережа ресторанів MAFIA, Leprekon, Віденські Булочки, Форнетті, Наша Ряба, «Турагентство Coral Travel», Сеть Магазинов Горящих Путевок, TEZ Tour, ANEX Tour, Універсальний Прибиральник, УН МОМЕНТО, IDS Aqua Service, FitCurves, Helen Doron, Експрес Манікюр, Наш Край, New-York-Street-Pizza, Mexx, MANGO, COLUMBIA, Arber, Nike, Atlantic, a.Tan, Bosch Service, Liqui Moly, Vianor, Savage, Ромстал Україна, Ельдорадо та багато інших.

## Громадські організації по франчайзингу, тематичні видання та освітні програми
29 грудня 2001 року почала свою діяльність в Україні Асоціація франчайзингу. Її завдання — представляти інтереси підприємців, що працюють за договорами франчайзингу, на урядовому рівні. Асоціація займається розвитком ринку, організацією виставки, конференцій, семінарів, публікаціями та консультаційною підтримкою.
2006 року створено Комітет з питань франчайзингу при Європейській бізнес асоціації. Членами цього комітету 26 березня 2010 року була створена Всеукраїнська громадська організація Федерація розвитку франчайзингу, гостинності та інфраструктури (ФРФУ).
Розвиватися франчайзингу в Україні допомагають і спеціалізовані консалтингові та видавничі компанії, спеціалізовані онлайн-каталоги франшиз в Україні. Також слід відмітити значний внесок тематичних інтернет-порталів в обізнаність потенційних франчайзі за рахунок надання вільного доступу до аналітичних статей про покупку бізнесу по готовій франшизі, де розглядаються переваги та недоліки цієї форми ведення підприємницької діяльності та інші аспекти і особливості франчайзингу в Україні.